# معركة كريثيا الثالثة
معركة كريثيا الثالثة حدثت في 4 يونيو 1915م كانت المعركة النهائية في سلسلة هجمات الحلفاء ضد الدفاعات العثمانية تهدف إلى الاستيلاء على الأهداف الأصلية بداية من 25 أبريل 1915. والإخفاقات السابقة في كريثيا الأولى وكريثيا الثانية وكانت النتيجة فشل مكلف آخر لقوات الحلفاء.

## أقرأ ايضاً
- معركة كريثيا الأولى
- معركة كريثيا الثانية